# Lehmannia brunneri
Lehmannia brunneri is een slakkensoort uit de familie van de Limacidae. De wetenschappelijke naam van de soort is voor het eerst geldig gepubliceerd in 1931 door H. Wagner.